# Одоев
Одо́ев — посёлок городского типа (с 1959) в западной части Тульской области России, административный центр Одоевского района Тульской области.
Образует одноимённое муниципальное образование рабочий посёлок Одоев со статусом городского поселения как единственный населённый пункт в его составе.
Население — 5445 человек (2021).
Расположен на левом берегу реки Упы, в 75 километрах к юго-западу от областного центра города Тулы на автодороге Р139 Белёв — Тула. В 24 километрах к югу от посёлка находится железнодорожная станция Арсеньево.

## История
Судя по археологическим находкам на территории Одоевской крепости, первое поселение на месте Одоева датируется XII веком. В дошедших до нас письменных источниках город впервые упоминается под 1375 годом, когда князь Роман Семёнович Новосильский перенёс в него свою резиденцию.
До второй половины XIV века город входил в состав Черниговского княжества, позже — Новосильского, а затем стал столицей Одоевского княжества под властью князей Одоевских.
В 1407 году город был сожжён и захвачен литовцами, войдя в состав Великого княжества Литовского. В 1424 году в битве под Одоевом войско верховских князей разгромило ордынского «царя» Худайдата. Весной 1492 года, в ходе русско-литовской войны между князьями Одоевскими разразился конфликт. Старший из князей Одоевских — Фёдор — владел половиной Одоева, Новосилем и служил Казимиру. Его три двоюродных брата — князья Иван Сухой, Василий Швиха и Пётр — контролировали другую половину Одоева и служили Ивану III. Воспользовавшись отъездом старшего брата, братья захватили его половину одоевского удела. По «Вечному миру» 1494 года Одоев официально отошёл к Москве.
В 1565 году, после того как царь Иван Грозный разделил Русское государство на опричнину и земщину, город вошёл в состав последней. Одоевское уездное княжество было окончательно ликвидировано, а последний правящий князь Никита Романович был замучен по приказу Ивана Грозного и затем потомки князей Одоевских навсегда покинули город.
С историей Одоева тесно связана дворянская семья Колупаевых.
В начале XVIII века Одоев числился городом Киевской губернии, потом — Смоленской, Московской, а затем 10 сентября 1777 года стал уездным городом Одоевского уезда Тульского наместничества (с 1796 года — Тульской губернии).
Регулярная планировка города XVIII века была органично вписана в существующий живописный ландшафт и с трёх сторон защищена реками. Одоев стал одним из немногих городов, который получил 3-лучие в градостроительной структуре, сходящееся к общегородскому планировочному центру торговой площади, ориентированной на существовавшую соборную гору с храмом. Основные улицы получили названия по направлению движения к соответствующим пунктам: Белёвская (на Белёв), Чернская (на Чернь), Калужская (на Калугу) и заселялись только богатыми людьми: дворянами, купцами, мещанами. Все крестьянские дома были по переулкам.
В начале XIX века в Одоеве насчитывалось около двух тысяч жителей, семь церквей, семь питейных домов, шесть заводов. В базарные и праздничные дни в городе устраивались кулачные бои, а на ипподроме — скачки рысаков. В 1838 году здесь была открыта первая в Тульской губернии женская гимназия. Многие женщины города занимались кружевоплетением, выработав свой особый стиль, который получил наиболее широкое развитие в XIX веке и известен в истории русских народных промыслов как «одоевское кружево».
В 1924 году город стал центром Одоевского района (с 1937 года — в Тульской области). 22 февраля 1926 года город переведён в разряд сельских поселений с присвоением наименования Одоево. 11 декабря 1959 года село отнесено к категории рабочих посёлков с присвоением ему наименования «рабочий посёлок Одоев». С 2006 года муниципальное образование (городское поселение) — «рабочий посёлок Одоев».
Одоев претендует на звание конкретного места рождения российского слона, из выражения «Россия — родина слонов». По свидетельству Н. П. Барбот де Марни, в середине XIX века в овощной лавке Одоева можно было купить зубы мамонта по 3 рубля серебром за штуку.
В частности, в Одоевском краеведческом музее экспонируются зуб и бивень «первого российского слона», обнаруженные на территории Одоевского района.

## Население
| 1939  | 1959  | 1970  | 1979  | 1989  | 2002  | 2010  | 2012  | 2013  |
| ----- | ----- | ----- | ----- | ----- | ----- | ----- | ----- | ----- |
| 3900  | ↗4541 | ↗5490 | ↗6123 | ↗6958 | ↘6571 | ↘6144 | ↘5988 | ↘5835 |
| 2014  | 2015  | 2016  | 2017  | 2018  | 2019  | 2020  | 2021  |       |
| ↘5723 | ↘5691 | ↘5650 | ↘5559 | ↘5463 | ↘5329 | ↘5239 | ↗5445 |       |

Национальный состав
По итогам переписи населения 2020 года проживали следующие национальности (национальности менее 0,1 % и другое см. в сноске к строке «Другие»):
| Национальность | Численность, чел. | Доля     |
| -------------- | ----------------- | -------- |
| Русские        | 4989              | 91,63 %  |
| Таджики        | 17                | 0,31 %   |
| Украинцы       | 16                | 0,29 %   |
| Армяне         | 15                | 0,28 %   |
| Узбеки         | 10                | 0,18 %   |
| Лезгины        | 7                 | 0,13 %   |
| Даргинцы       | 6                 | 0,11 %   |
| Греки          | 6                 | 0,11 %   |
| Другие         | 379               | 6,96 %   |
| Итого          | 5445              | 100,00 % |

## Экономика
Среди промышленных предприятий, действующих в Одоеве, консервный и маслодельный заводы.

## Туризм
Одоевский район известен своим промыслом — филимоновской игрушкой, являющейся старейшим народным художественным промыселом России. С 2009 года в Одоеве функционирует музей «Филимоновская игрушка», основу экспозиции которого составляют работы старых и современных мастеров. Также в музее можно увидеть процесс создания игрушки, и самому попробовать свои силы в её изготовлении.
Помимо этого в посёлке есть музей советской игрушки «В детство», в экспозиции которого представлены более тысячи игрушек, изготовленных в различные годы в период 1930—1991 годов на территории СССР, и Одоевский краеведческий музей, расположенный в историческом доме купца Каширина. В 2020 году на его базе создан музей «Одоевское княжество», посвящённый истории района в период XIV—XVII векрв. Со времен Большой засечной черты XVI века в Одоеве сохранилась Соборная гора с остатками крепости и земляными валами. При въезде в посёлок со стороны Тулы расположен Анастасов монастырь, основанный в XVI веке.
Событийный туризм на территории района включает в себя фольклорный фестиваль «Заиграй, солнышко!», межрегиональный фестиваль народного творчества «Поляна», рок-фестиваль «Свои», фестиваль гончарного промысла и фестиваль гончарного искусства и глиняной игрушки «Сказки деда Филимона».
Туристическая инфраструктура Одоева в форме малого бизнеса представлена предприятиями размещения и питания, частными музеями и сувенирными лавками. В посёлке функционирует только одна гостиница — отель «ODOYEV.SKY», расположенный в центре Одоева.
- Церковь Троицы Живоначальной (1837)
- Жилой дом конца XIX века
- Одоевский краеведческий музей
- Музей Одоевского княжества

### Достопримечательности
- Одоевский краеведческий музей
- Музей Одоевского княжества
- Музей ремёсел
- Музей-усадьба генерала Мирковича А. Я.
- Троицкий храм
- Церковь Богоявления Господня
- Церковь Благовещения Пресвятой Богородицы
- Музей филимоновской игрушки.
- Музей советской игрушки «В детство», созданный на основе частной коллекции Татьяны Кравец[33].
- Частный музей «Кружевная сказка»;
- Соборная гора — территория средневековых оборонительных сооружений, не подвергавшаяся застройке и удачно расположенная;
- Промысел филимоновской игрушки (мастер-классы, сувенирная продукция, участие в презентациях, праздниках и фестивалях, Музей филимоновской игрушки);
- Территория Одоевского района: Анастасов монастырь, Церковь Илии Пророка, Свято-Троицкая церковь; родники Одоевского района (д. Ботвиньево, д. Зиброво); д. Филимоново — ныне как объект посещения в привязке с промыслом, но более как памятник природы с великолепными пейзажами; памятник Кузькиной матери.
- Дома — памятники архитектуры: дом купца Каширина, дом Д. П. Сторожева, дом жилой улица Карла Маркса, 74 и другие[34]
- Сквер памяти земляков — Героев Советского Союза[35].

## Известные люди
- Воробьёв, Иван Алексеевич — участник Великой Отечественной войны, дважды Герой Советского Союза;
- Игумнов, Сергей Дмитриевич — советский художник, плакатист, один из родоначальников и ведущих мастеров советской рекламы
- Косарев, Борис Максимович — советский фотограф, фотокорреспондент, снимавший Ялтинскую конференцию в 1945 г.[36]
- Колупаев, Никита Лумпович — одоевский помещик, защитник города в период Смутного времени, в 1607 году сброшен с крепостной башни восставшими казаками.
- Успенский, Владимир Дмитриевич — русский писатель.